# Museo storico di Volodymyr
Il Museo storico di Volodymyr (in ucraino Володимирський історичний музей? è stato fondato nel 1897 a Volodymyr, nell'Oblast' di Volinia, in Ucraina.

## Storia
Il Museo storico di Volodymyr possiede una delle più antiche collezioni di antichità voliniane. È stata fondata nel 1887. La comunità di Volodymyr ha istituito questa Collezione per preservare la storia e promuovere la ricerca scientifica. All'inizio del ventesimo secolo la Collezione comprendeva libri in stile gotico, manoscritti (un Nuovo Testamento del XVI secolo), icone e monete. Il museo era diretto dal nobile O. Dvernyc'kyj (1838–1906).
Durante la prima guerra mondiale molti oggetti furono portati nei musei di Charkiv. Nel periodo tra la prima e la seconda guerra mondiale il museo si trasferì negli edifici di un monastero domenicano.

## Collezione
La collezione museale è costituita da più di 18.000 pezzi, tra reperti archeologici, numismatici ed etnografici, oggetti di arti e mestieri, icone e vari documenti.

## Il museo oggi
I ricercatori del museo partecipano a conferenze etnografiche, spedizioni archeologiche ed etnografiche, indagano sulla storia della terra voliniana e istruiscono gli studenti locali. Il museo espone principalmente opere locali.
Il museo ha aderito al progetto internazionale "Via Regia".
A partire dal 2011, il direttore è stato Volodymyr Stemkovs'kj